# Сенець (округ)
Округ Сенець (словац. okres Senec) — округ (okres, район) в Братиславському краї, західна Словаччина. Площа округу становить — 359,8 км², на якій проживає — 77 888 осіб (31.12.2015). Щільність населення — 216,43 осіб/км². Адміністративний центр — місто Сенець.

## Географія
Розташовані Трнавські пагорби.

## Населення
| Рік:            | 1994.  | 2004.   | 2014.    | 2024.    |
| --------------- | ------ | ------- | -------- | -------- |
| Кількість осіб: | 50 299 | 54 747  | 75 001   | 106 951  |
| Різниця:        |        | +8,84 % | +36,99 % | +42,59 % |

| Рік:            | 2023.   | 2024.   |
| --------------- | ------- | ------- |
| Кількість осіб: | 105 075 | 106 951 |
| Різниця:        |         | +1,78 % |

### Статистичні дані (2001)

#### Національний склад
- Словаки 76,8 %
- Угорці 20,4 %
- Чехи 0,8 %

#### Конфесійний склад
- Католики 74,4 %
- Лютерани 6,2 %
- Реформати 1,2 %

## Адміністративний поділ

### Міста
Сенець

### Села
- Бернолаково
- Блатне
- Болдоґ
- Велький Вел
- Влки
- Гамуляково
- Горуба Борша
- Грубий Шур
- Гурбанова Вес
- Дунайська Лужна
- Залісся
- Іґрам
- Іванка-при-Дунаю
- Калінково
- Капльна
- Костельна-при-Дунаю
- Кралова-при-Сенці
- Малиново
- Милославів
- Міст-при-Братиславі
- Нова Дедінка
- Новий Світ
- Реця
- Ровінка
- Томашов
- Турень
- Хорватський Ґроб
- Чатай